# Dystaenia
Dystaenia là chi thực vật có hoa trong họ Apiaceae.